# دانشگاه ایالتی جکسنویل
 دانشگاه دولتی (ایالتی) جکسونویل یک دانشگاه دولتی در شهر جکسونویل ایالت آلاباما است و در سال ۱۸۸۳ بنیان‌گذاری شد. در این دانشگاه دانشجویان امکان دریافت مدارک کارشناسی، کارشناسی ارشد، و دکتری را دارند. در خزان سال ۲۰۱۱، دانشگاه دولتی جکسونویل آغاز به ارائه دیپلم دکتری در رشته علوم مدیریت اورژانس کرد.
این دانشگاه به عنوان مدرسه عادی دولتی جکسونویل بنیان‌گذاری شد و در سال۱۹۳۰ نامش به کالج آموزگاران دولتی جکسونویل تغییر یافت و دوباره در سال ۱۹۵۷ به کالج دولتی جکسونویل تغییر پیدا کرد. این دانشگاه به عنوان دانشگاه دولتی جکسونویل در سال ۱۹۶۶ آغاز به کار کرد.
در این دانشگاه ۸۵۰۰ دانشجو و ۵۰۰ نفر عضو هیئت علمی دارد. دانشکدهٔ بازرگانی و تجارت این دانشگاه در بین ۹۰ دانشکده برتر آمریکا قرار دارد.

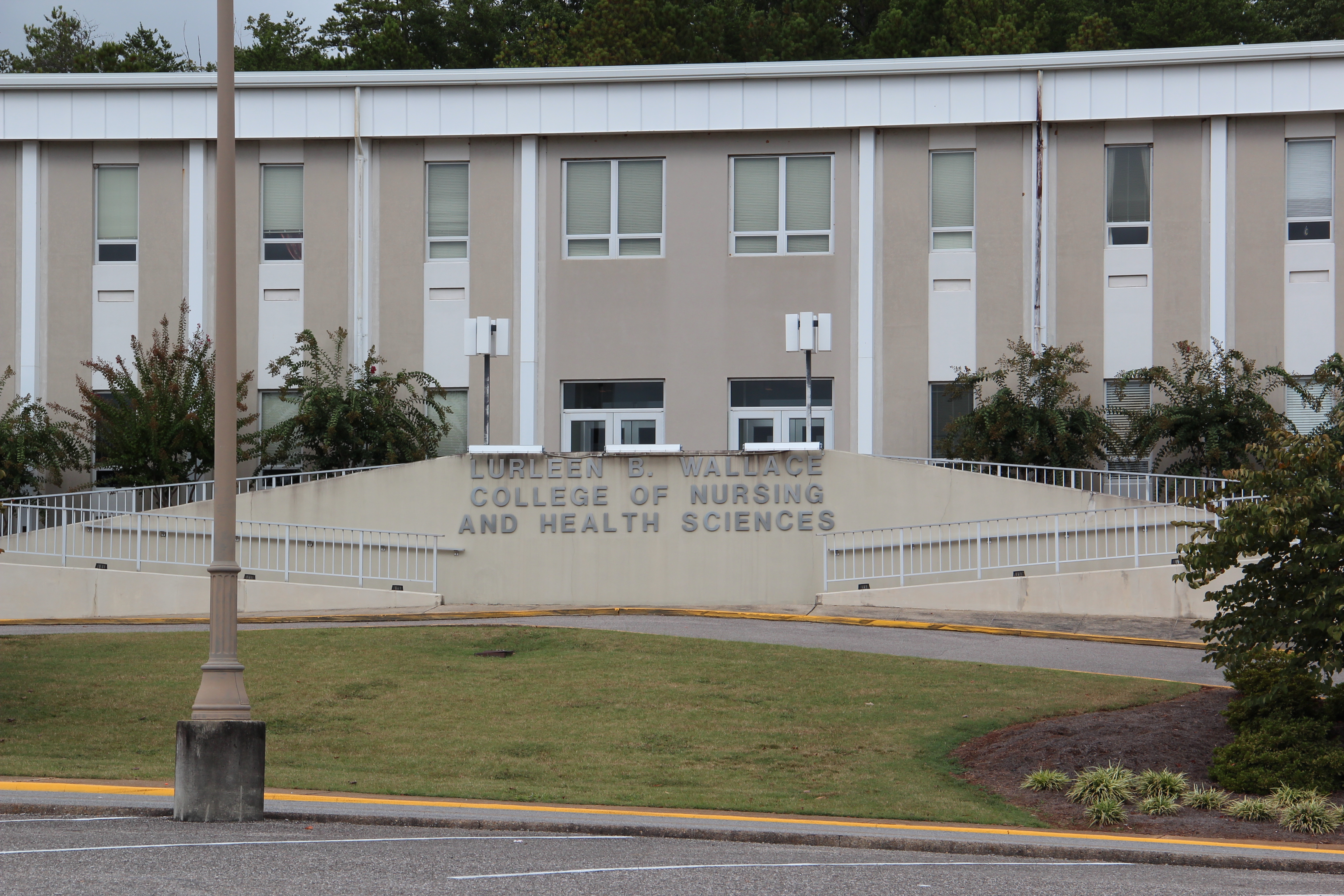
والاس هال، محل برنامه پرستاری JSU است.

دانشگاه دولتی جکسونویل شش دانشکده دارد.
این شش دانشکده عبارتند از:
- دانشکده هنر و علوم انسانی
- دانشکده تجارت و صنعت
- دانشکده آموزش و تربیت معلم
- دانشکده پرستاری و حرفه‌های بهداشت
- دانشکده خدمات انسانی و علوم اجتماعی
- دانشکده علوم

پردیس اصلی JSU دارای ۴۵۹ جریب فرنگی (۱٫۹ کیلومتر مربع) پردیس با ۵۹ ساختمان در کوهپایه‌های آپالاچی شمال شرقی آلاباما. با داشتن این پردیس که پردیس پرچمدار ایالت جکسونویل است، امکانات آموزشی بزرگ، مسکن و سکونت دانشگاه، پذیرایی در محوطه دانشگاه، مراکز دانشجویی، مسکن یونان، امکانات ورزشی، بهداشت و سلامتی دانشجویی، دفاتر مدیریت، مراکز مطالعاتی، بین‌المللی را ارائه می‌دهد. برنامه مسکن، و یک کتابفروشی دانشگاه. اکثر دانشجویانی که در ایالت جکسونویل تحصیل می‌کنند در این دوره‌ها شرکت می‌کنند.